# Municipio de Clear Creek (condado de Monroe)
El municipio de Clear Creek (en inglés: Clear Creek Township) es un municipio ubicado en el condado de Monroe en el estado estadounidense de Indiana. En el año 2010 tenía una población de 5000 habitantes y una densidad poblacional de 50,94 personas por km².

## Geografía
El municipio de Clear Creek se encuentra ubicado en las coordenadas 39°2′39″N 86°30′9″O / 39.04417, -86.50250. Según la Oficina del Censo de los Estados Unidos, el municipio tiene una superficie total de 98.15 km², de la cual 79.95 km² corresponden a tierra firme y (18.55%) 18.2 km² es agua.

## Demografía
Según el censo de 2010, había 5000 personas residiendo en el municipio de Clear Creek. La densidad de población era de 50,94 hab./km². De los 5000 habitantes, el municipio de Clear Creek estaba compuesto por el 96.08% blancos, el 0.84% eran afroamericanos, el 0.18% eran amerindios, el 0.72% eran asiáticos, el 0.02% eran isleños del Pacífico, el 0.24% eran de otras razas y el 1.92% pertenecían a dos o más razas. Del total de la población el 1.26% eran hispanos o latinos de cualquier raza.